# Daisy2
Daisy2（でいじーでいじー）は、女性向けゲーム（乙女ゲーム）を制作するブランド。Cool-Bを発行するヘッドルームのグループである。

## 作品一覧
- 三国恋戦記〜オトメの兵法!〜
- 三国恋戦記〜オトメの兵法!〜 思いでがえし
- 絶対階級学園〜Eden with roses and phantasm〜
- 三国恋戦記 魁
- 学園恋戦記＋副会長・文若の黒い小言日記
- 絶対階級学園　しあわせ色の扉
- 闇色の魔珠